# Centro Coyoacán
Centro Coyoacán fue un centro comercial inaugurado en 1988 en la Colonia Xoco, Alcaldía Benito Juárez, Ciudad de México, México. Colindante directo de la Colonia Del Valle, y cercano al centro histórico de Coyoacán, quiénes sirven de puntos de referencia al lugar.

## Descripción
El renombrado arquitecto Javier Sordo Madaleno fue elegido para diseñar un espacio único que albergase tiendas exclusivas, así como una tienda departamental de El Palacio de Hierro. En 1988, El Palacio de Hierro inaugura Centro Coyoacán, su primer centro comercial.

## Tiendas

### Centro Comercial
| - Adidas - Guess? - High Life - Kiehl's - L'Occitane en Provence - MAC Cosmetics - Ópticas LUX | - Sanborns - Scappino - The Body Shop - Tommy Hilfiger - Victoria's Secret |

### El Palacio de Hierro
| - Apple - BCBG Max Azria - Burberry - Cartier - Clarisonic - Coach - Hugo Boss - La Mer - Montblanc | - Natura Bissé - Nespresso - Nike - Pal Zileri - Polo Ralph Lauren - Salvatore Ferragamo - Swarovski - The North Face - Tous |